# Industrias sostenibles
La industria sostenible o industria verde se refiere al conjunto de actividades industriales o procesos industriales que incorporan prácticas respetuosas con el medio ambiente, promoviendo la sostenibilidad económica, social y ambiental. Su objetivo principal es desarrollar procesos productivos que minimicen los impactos negativos en el entorno, optimicen los recursos naturales y fomenten condiciones laborales seguras y equitativas. Además, la industria sostenible se alinea con los principios del desarrollo sostenible, promoviendo modelos de negocio que respondan a los desafíos ambientales y climáticos actuales.

## Historia
El término "industria sostenible" apareció por primera vez en 1990, en referencia a un proyecto japonés que reforestaba un bosque tropical para desarrollar actividades industriales sostenibles en beneficio de la población local.Un año después, en 1991, se publicó un informe que destacaba los beneficios de las economías ambientalmente sostenibles, concluyendo que estas podrían generar más empleos que los eliminados por restricciones ambientales. Esto se debía a que las industrias no contaminantes tienden a ser más intensivas en mano de obra y menos dependientes de recursos naturales que los procesos tradicionales.
El mismo informe identificó características clave de las industrias sostenibles:
- Eficiencia energética.
- Conservación de recursos para satisfacer las necesidades de futuras generaciones.
- Condiciones de trabajo seguras y que promuevan el desarrollo de habilidades.
- Producción de bajo desperdicio y el uso de materiales seguros y ambientalmente compatibles con el medio ambiente.

No obstante, también se mencionaron retos como los mayores costos laborales y la posible sobrecarga en sistemas agrícolas y sociales debido al aumento de mano de obra requerida para procesos más sostenibles.

## Principios de las industrias sostenibles
Las industrias sostenibles se basan en tres pilares fundamentales:
1. Sostenibilidad ambiental: Adoptar fuentes de energía renovable, reducir las emisiones de gases de efecto invernadero y optimizar el uso de recursos mediante prácticas como la economía circular.[2][3]
2. Sostenibilidad económica: Promover modelos productivos viables que generen empleos verdes, reduzcan costos a largo plazo y fortalezcan la competitividad empresarial.[4]
3. Sostenibilidad social: Garantizar condiciones laborales dignas, fomentar la equidad de género y fortalecer las comunidades mediante prácticas responsables.[3]

## Prácticas sostenibles en la industria

### Eficiencia energética
Optimizar el uso de energía es clave para reducir costos y minimizar impactos ambientales. Las tecnologías avanzadas, como maquinaria eficiente y sistemas de energía renovable, juegan un rol importante en este aspecto para disminuir su huella de carbono.

### Gestión de residuos y economía circular
La reutilización y reciclaje de materiales son prácticas esenciales en las industrias sostenibles. Esto incluye la transformación de desechos en nuevos productos y el aprovechamiento de recursos reciclables como metales y plásticos, que pueden reintegrarse en los ciclos productivos mediante la economía circular

### Producción local y reducción de emisiones
Fomentar la producción local ayuda a reducir las emisiones derivadas del transporte de bienes, fortaleciendo al mismo tiempo las economías locales y mejorando la sostenibilidad del sistema productivo.

## Empleo verde
La expresión trabajador de cuello verde (traducción literal de la misma en inglés, green-collar worker) hace referencia al trabajador dedicado a los sectores de la economía sostenible.

## Beneficios y desafíos de las industrias sostenibles
Beneficios: 
- Reducción de impactos ambientales.
- Generación de empleos verdes y mejora en las condiciones laborales.
- Fortalecimiento de la competitividad empresarial a través de prácticas sostenibles.

Desafíos: 
- Altos costos iniciales en la adopción de tecnologías limpias.
- Necesidad de formación especializada para los trabajadores.
- Resistencia cultural e institucional al cambio en sectores tradicionales.

## Estrategias para la transición sostenible
La transición hacia industrias sostenibles requiere la colaboración entre gobiernos, empresas y comunidades. Algunas estrategias clave incluyen:
- Políticas públicas que incentiven la adopción de tecnologías limpias.
- Financiamiento para proyectos sostenibles mediante subsidios o créditos verdes.
- Promoción de la economía circular a través de regulaciones específicas.